# Alliance for Open Media
Alliance for Open Media (AOMedia) es un consorcio industrial sin fines de lucro con sede en Wakefield, Massachusetts, que desarrolla tecnología abierta y libre de regalías para la entrega de multimedia. Utiliza las ideas y los principios del desarrollo de estándares web abiertos para crear estándares de video que pueden servir como alternativas libres de regalías a los estándares hasta ahora dominantes del Moving Picture Experts Group (MPEG) y su modelo comercial relacionado con el usufructo de la propiedad intelectual a través de regalías de patentes, asociadas con dificultades y tarifas de patentes y licencias.
Su primer proyecto fue el desarrollo de AV1, un nuevo códec y formato de video abierto, como sucesor de VP9 y una alternativa libre de regalías a HEVC. AV1 usa elementos de Daala, Thor y VP10, tres códecs anteriores de video abierto.
Los miembros rectores de Alliance for Open Media son Amazon, Apple, ARM, Cisco, Facebook, Google, Huawei, Intel, Microsoft, Mozilla, Netflix, Nvidia, Samsung Electronics y Tencent.

## Historia
Antes del lanzamiento oficial de Alliance ya existían algunos trabajos y colaboraciones previos que luego se fusionaron en AV1
Algunas colaboraciones y trabajos que luego se fusionarían en AV1 son anteriores al lanzamiento oficial de Alliance. Tras la normalización exitosa de un estándar de audio en el Grupo de Trabajo de Ingeniería de Internet (IETF) en 2012, comenzó a formarse un grupo de trabajo para la estandarización de un formato de video libre de regalías, bajo la dirección de miembros de la Fundación Xiph.org, que había comenzado a trabajar en su formato de video experimental Daala en 2010. En mayo de 2015, se inició oficialmente el grupo de trabajo de códec de video de Internet (NetVC) del IETF con técnicas de codificación de Xiph's/Mozilla's Daala.
Cisco Systems se unió al proyecto y ofreció su propio formato prototipo Thor al grupo de trabajo el 22 de julio.
La falta de un formato de video adecuado para su inclusión en la especificación HTML5 del World Wide Web Consortium (W3C)[9] y las negociaciones fallidas para un formato de video obligatorio para WebRTC mostraron la necesidad de un estándar de video abierto y competitivo. La aparición de un segundo grupo de patentes para HEVC, (HEVC Advance), en los primeros meses del 2015 motivó las inversiones en un formato de video alternativo y aumentó el apoyo a Alliance, principalmente debido a la incertidumbre con respecto a las regalías del formato de video de próxima generación de MPEG, HEVC.
El 1 de septiembre de 2015, se anunció Alliance for Open Media con el objetivo de desarrollar un formato de video libre de regalías como alternativa a los formatos con licencia como H.264 y HEVC. Los miembros fundadores son Amazon, Cisco, Google, Intel, Microsoft, Mozilla y Netflix. El plan era lanzar el formato de video para 2017.
A partir del inicio de sus actividades, la lista de miembros se incrementó. El 5 de abril de 2016, Alliance for Open Media anunció que AMD, ARM y Nvidia se habían unido, y Adobe, ATEME, Ittiam y Vidyo se unieron en los meses siguientes. El 13 de noviembre de 2017, Facebook se unió como miembro gobernante. En enero de 2018, el sitio web de la alianza se actualizó discretamente para agregar a Apple como miembro gobernante de la entidad. En 2019 se unieron como miembros gobernantes Samsung Electronics el 3 de abril de 2019, y Tencent el 1 de octubre.

## AOMedia Video
La Alianza tiene por objetivo crear y ofrecer la próxima generación del estado de la técnica de compresión de vídeo de los formatos y codecs que están optimizados para el streaming de medios de comunicación a través de internet, de carácter comercial y no comercial, el contenido, incluyendo contenido generado por el usuario. Una línea de nuevos formatos de vídeo llamado AOMedia de Vídeo (AV) está siendo desarrollado. los miembros de la Alianza del chip de la industria (AMD, ARM, Intel, Nvidia) están destinadas a garantizar hardware-diseño amigable.
AOMedia es la planificación para la primera versión de su formato (AV1) para ser completado por el de marzo de 2017.
Se supone que para obtener la aprobación rápida y es el principal competidor de la normalización la codificación de vídeo estándar del grupo de trabajo de NetVC de la Internet Engineering Task Force (IETF).
Principales características distintivas de AV1 son sus libres de regalías en los términos de la licencia y el estado de la técnica de rendimiento. AV1 está diseñado específicamente para aplicaciones de tiempo real y para resoluciones más altas que los típicos escenarios de uso de la generación actual (H. 264) de formatos de vídeo.

## 2022
Durante septiembre de 2022, AOMedia anunció Project Caviar además de AVM. Aunque el nombre aún no se ha revelado, el anuncio se hizo público a través de un artículo escrito por los desarrolladores de AOMedia y las biografías compartidas en el documento.

## Miembros de la alianza

### Miembros gobernantes
A noviembre de 2021:
- Amazon
- Apple
- ARM
- Cisco
- Facebook
- Google
- Huawei
- Intel
- Microsoft
- Mozilla
- Netflix
- Nvidia
- Samsung Electronics
- Tencent

### Miembros generales
A noviembre de 2021:
- Adobe
- Agora.io
- Alibaba
- Allegro DVT
- AMD
- Amlogic
- Argon Design
- ATEME
- BBC Research & Development
- Beijing Kingsoft Cloud Internet Technology
- Bilibili
- Bitmovin
- Broadcom
- CableLabs
- Chips&Media
- Cosmo Software
- Gfycat
- Hulu
- iQiyi
- iSIZE
- Ittiam
- LG Electronics
- NETINT Technologies
- NGCodec
- Oppo
- Polycom
- Realtek
- Sigma Designs
- Snap Inc.
- Socionext
- Synamedia
- V-Silicon
- VeriSilicon
- ViCue Soft
- VideoLAN
- Vidyo
- Vimeo
- Vivo
- Visionular
- Western Digital
- Xilinx